# 道南うみ街信用金庫
道南うみ街信用金庫（どうなんうみまちしんようきんこ、英：Dounan Umimachi Shinkin Bank）は、北海道檜山郡江差町に本店（登記上の本店も同位置。本部機構は函館市上新川町）を置く信用金庫である。略称はうみしん、またはうみ街しんきん。
2017年1月23日に前身の江差信用金庫（えさししんようきんこ　略称：えさししんきん）と函館信用金庫（略称：はこしん）が対等合併して発足したが、法的には旧江差信金を存続金庫として、旧函館信金を吸収合併する形をとっている。
合併時点ではえさししんきん・はこしん両金庫の旧ホームページは並存し、うみしんのホームページの公開は同年3月まで先送りされていた。以下は存続金庫である江差信用金庫時代を含めて記述する。

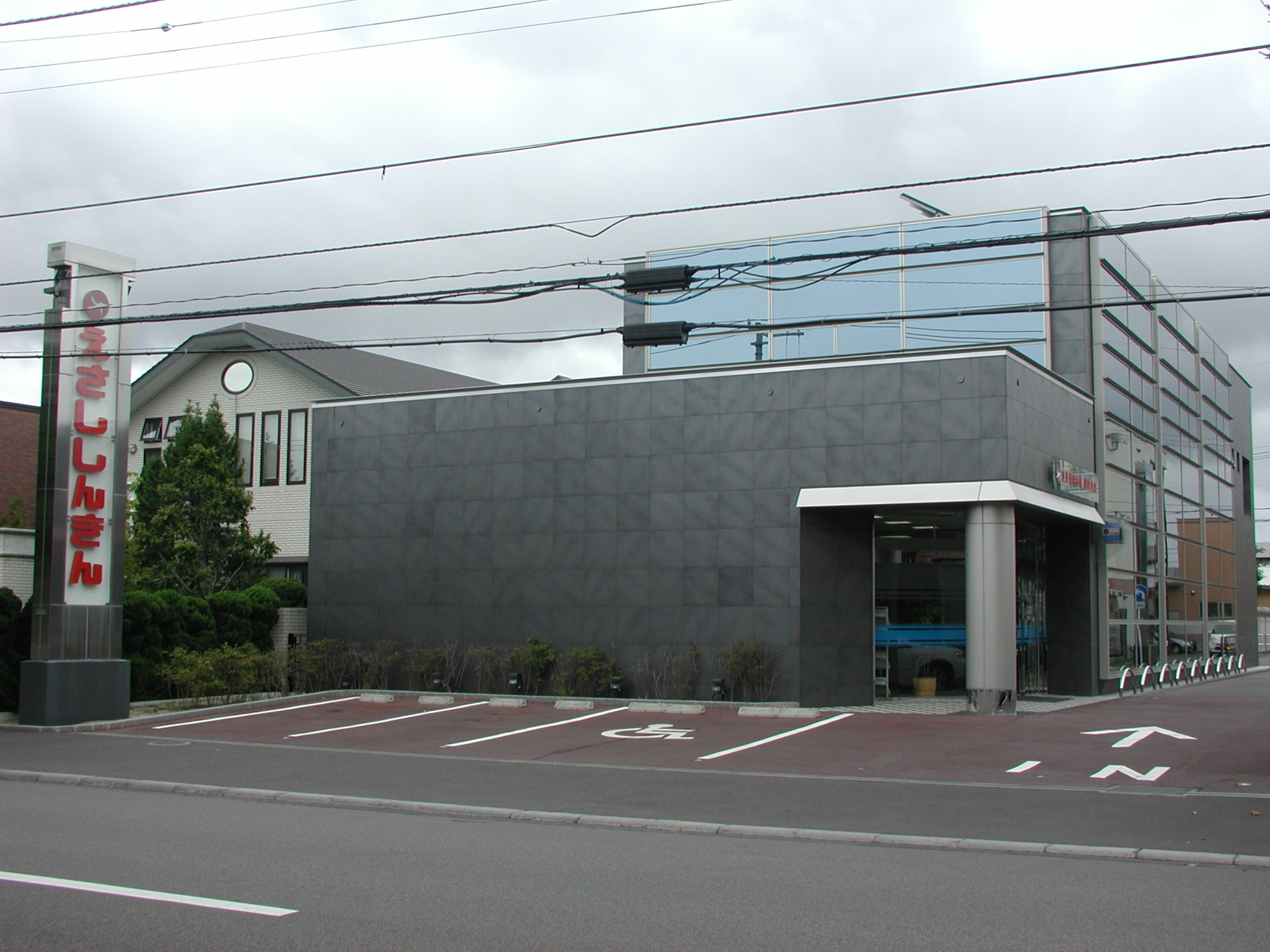
江差信用金庫時代の函館支店（2009年9月）

## 概要
直接の前身である江差信用金庫は、江差町に本店を置き、主にせたな町大成区以南の檜山振興局管内を中心に営業活動が行われている。営業エリアがこれに加えて渡島総合振興局の一部を含んでいる。上ノ国町・厚沢部町・乙部町・奥尻町・福島町の5町においては指定金融機関になっている（本店所在地の江差町は北洋銀行を指定している）。
2017年1月6日、北海道財務局より合併認可を受け、予定通り同年1月23日付で函館信用金庫と対等合併。道南うみ街信用金庫として発足した。旧江差信金と旧函館信金の双方の本部を並立させ、2本部制とした。合併で預金量は2643億円となり、道内23信金中13位につけた。また、注力する事業はビジネスマッチングとし、既存顧客を相互に紹介するほか、青森県の企業を含めた広域連携を目指すとしている。
旧江差信金については支店番号や店舗名についてはいっさい変更されず、法人名の変更のみとなったが、旧函館信金側は函館信金本店のみ店舗名を変更し、その上で全ての店舗で店番を変更した。

## 沿革
- 1924年（大正13年）2月25日 - 有限責任 江差信用組合として設立。
- 1931年（昭和8年）6月 - 保証責任 江差信用組合に改組。
- 1945年（昭和20年）2月 - 市街地信用組合法の制定により江差信用組合に改組。
- 1951年（昭和26年）12月 - 信用金庫法の制定により江差信用金庫に改組。
- 2017年（平成29年）1月23日 - 函館信用金庫を吸収合併し、道南うみ街信用金庫に改称。
- 2020年（令和2年）4月6日 - 本部を江差町の本店ビルから函館市上新川町に新築したビルに移設。本部ビル内に支店は併設されないため、同年7月に店舗外ATM（函館中央営業部上新川町出張所）を設置。
- 2021年（令和3年）11月21日 - 北海道銀行とのATM相互無料提携を開始[5][6]。

## totoの払い戻し店
スポーツ振興くじ（toto）当選券の払い戻し店は檜山郡江差町字本町の本店のみで取り扱っていたが、合併にともない、以下の旧函館信金の店舗が追加された。
- 函館中央営業部
- ばんだい支店
- 湯川支店
- 北斗支店
- 七飯支店